# Tratado de Libre Asociación

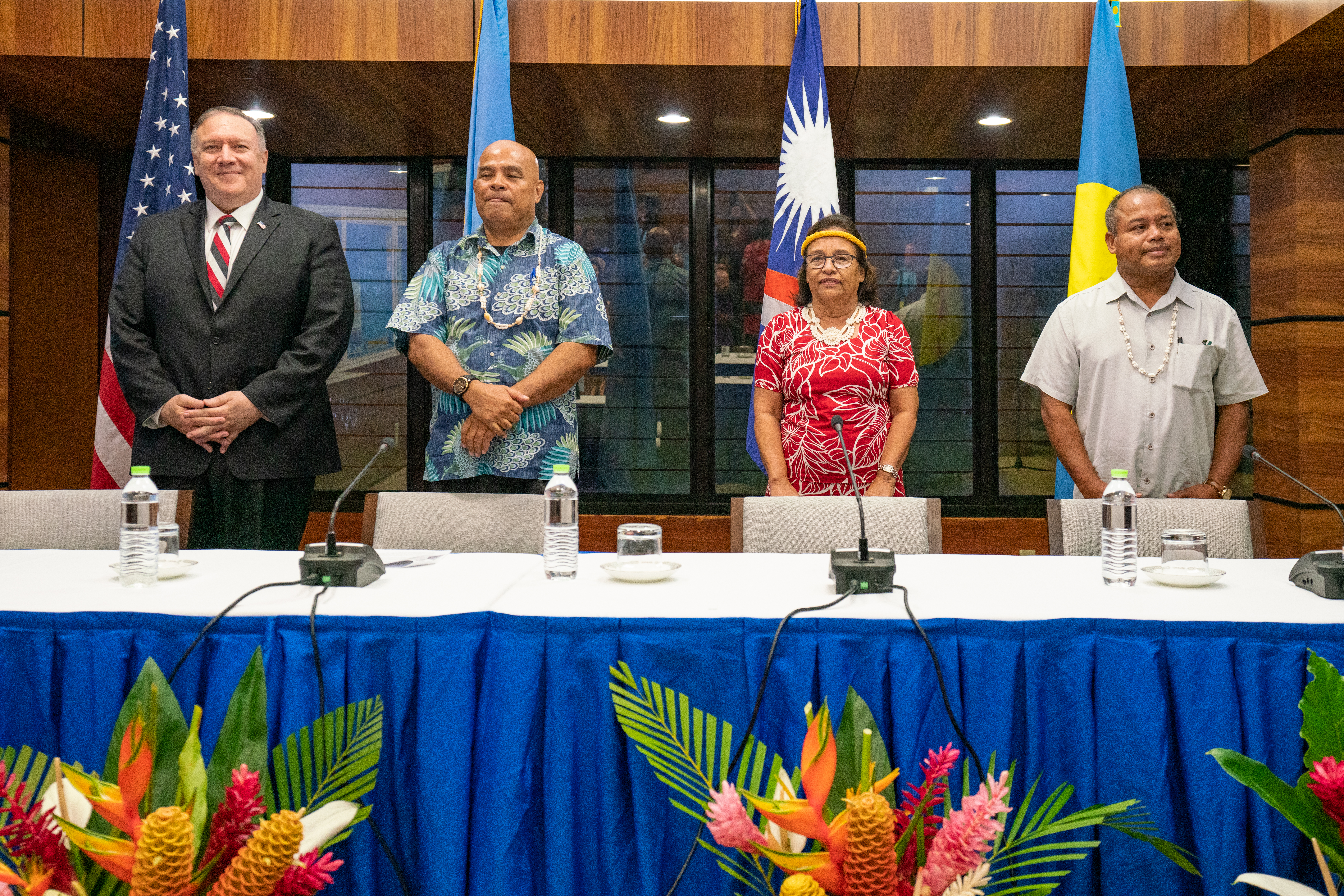
Representantes de los estados del Pacto reunidos en Kolonia, Micronesia, en agosto de 2019. De izquierda a derecha: el secretario de Estado de Estados Unidos, Mike Pompeo, el presidente de Micronesia, David Panuelo, la presidenta de las Islas Marshall, Hilda Heine, y el vicepresidente de Palaos, Raynold Oilouch.

El Pacto de Libre Asociación (COFA, por sus siglas en inglés), define la relación que los tres estados "soberanos"—los Estados Federados de Micronesia (EFM), la República de las Islas Marshall (RIM) y la República de Palaos—tienen como estados asociados con los Estados Unidos de América.
Ahora las naciones soberanas, los tres estados libremente asociados eran parte del Territorio en Fideicomiso de las Islas del Pacífico, una administración fiduciaria de las Naciones Unidas administrado por la Armada de EE. UU. desde 1947 hasta 1951 y por el Departamento del Interior desde 1951 hasta 1986 (hasta 1994 para Palaos). Bajo la relación de COFA, los Estados Unidos garantizarán ayuda financiera durante un período de 15 años administrado por la Oficina de Asuntos Insulares a cambio de la plena autoridad de defensa y responsabilidades internacionales.

## Provisiones económicas
Los estados libremente asociados participan activamente en todas las actividades de asistencia técnica de la Oficina de Asuntos Insulares. Los EE. UU. tratan a estas naciones únicamente, ofreciendo el acceso a muchos programas nacionales de EE. UU., incluida la respuesta y recuperación ante desastres y programas de mitigación de riesgos en el marco de la Agencia Federal para el Manejo de Emergencias, el Servicio Meteorológico Nacional, el Servicio Postal, la Administración Federal de Aviación, la Junta de Aeronáutica Civil (ahora extinta), la Comisión Federal de las Comunicaciones, y la representación estadounidense en la Junta Internacional de Registro de Frecuencias de la Unión Internacional de Telecomunicaciones. En el área del Pacto, fuera de la zona aduanera de los Estados Unidos, las importaciones son libres de impuestos.
La mayoría de los ciudadanos de los Estados asociados pueden vivir y trabajar en los Estados Unidos, y la mayoría de los ciudadanos de los EE. UU. y sus cónyuges pueden vivir y trabajar en los Estados asociados. En 1996, la Ley estadounidense de Responsabilidad Personal y Oportunidad de Trabajo incluye la eliminación de los beneficios de Medicaid (programa de salud de Estados Unidos para individuos y familias elegibles de bajos ingresos y recursos) para los residentes extranjeros de estos países.

## Provisiones militares
El COFA permite a los Estados Unidos operar fuerzas armadas en áreas incluidas en el Pacto, y la demanda de tierras para las bases de operación (sujeta a la negociación), y excluye a los militares de otros países sin el permiso de EE. UU.
Los EE. UU., a su vez se convierte en responsable de la protección de sus países afiliados y responsables de la administración de todos los tratados internacionales de defensa y los asuntos exteriores, aunque no puede declarar la guerra en su nombre. No se permite almacenar o utilizar armas nucleares, químicas o biológicas en el territorio de Palaos, sin incluir encubierta buques de propulsión nuclear, no incluidos los buques de propulsión nuclear encubierta.

## Renovación de acuerdos en 2003
En 2003, los pactos con la RIM y los EFM se renovaron por 20 años. Estos nuevos Pactos proporcionan US$ 3.5 billones en financiamiento para ambas naciones. US$30 millones también serán desembolsados cada año, entre Samoa Americana, Guam, Hawái y las Islas Marianas del Norte en la financiación
del “Pacto de impacto”. Estos fondos ayudan a los gobiernos de estas localidades frente a los gastos de los servicios que proporcionan a los inmigrantes de la RIM, EFM y Palaos. El uso de EE. UU. del atolón Kwajalein para las pruebas de misiles fue renovado por el mismo período. Los nuevos Pactos también cambiaron las leyes de inmigración. Los ciudadanos de RIM y EFM que viajen a los EE. UU. están ahora obligadas a disponer de pasaportes. Al Servicio Postal de los EE. UU. se le dio la opción de aplicar tarifas internacionales del franqueo de la correspondencia entre los EE. UU. y RIM / EFM (por etapas en un período de cinco años). El USPS iba a comenzar a aplicar el cambio en enero de 2006, pero decidió reanudar el servicio doméstico y las tasas en noviembre de 2007.
El Pacto renovado (comúnmente llamado “Pacto II”) para los Estados Federados de Micronesia entró en vigor el 1 de mayo de 2004, y para las Islas Marshall el 30 de junio de 2004.
Las disposiciones económicas del Pacto para Palaos, que aportaron US$ 18 millones en subvenciones anuales más las primas, expiraron el 30 de septiembre de 2009, y la renovación se espera que concluya a principios de 2010. El apoyo financiero de EE. UU. a Palaos se basa actualmente en una resolución de continuación que pasó por el Congreso de EE. UU. El Fondo Fiduciario del Pacto creado para sustituir la ayuda financiera de EE. UU. ha tenido un desempeño inferior debido a la recesión. Los militares y las disposiciones de defensa civil se mantendrán hasta 2050.